# Уэст-Пойнт (Нью-Йорк)
Уэст-Пойнт (Вест-Пойнт; англ. West Point) — статистически обособленная местность в штате Нью-Йорк, США.
Население — 6763 человека по переписи 2010 года.

## География

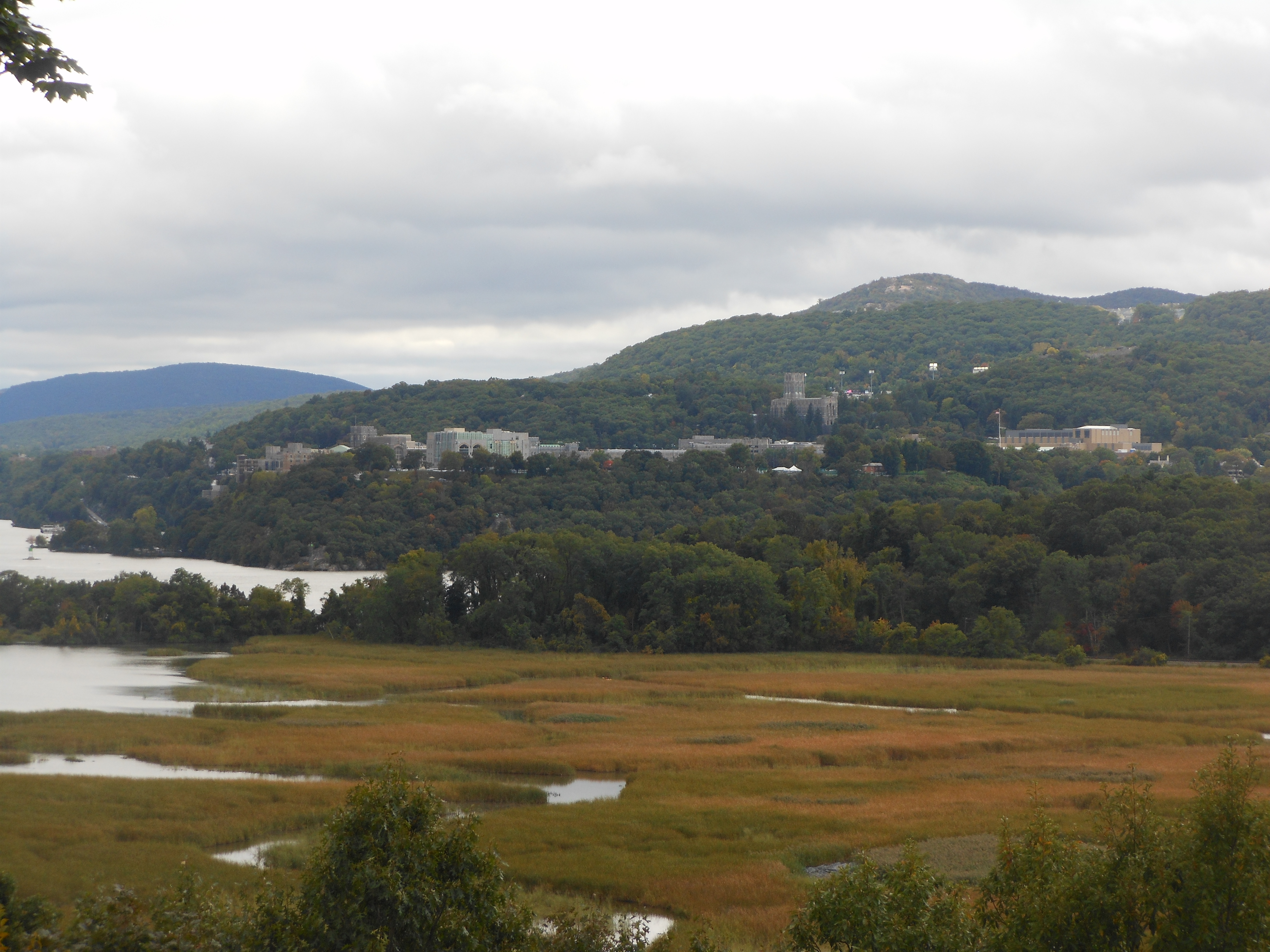
Вид на Уэст-Пойнт с восточного берега реки Гудзон

Расположен на западном берегу реки Гудзон. Имеет общую площадь 25,1 кв. мили (65 км²); из них 24,3 кв. мили (63 км²) — земля и 0,7 кв. мили (2 км²) — вода.

## История
В данном месте на S-образной излучине реки Гудзон с началом войны за независимость США было построено в 1776 году военное укрепление для охраны металлической цепи, перегородившей реку от британских судов. В то время укрепление называлось Форт-Клинтон. Оно было построено Тадеушем Костюшко и являлось хорошо укреплённой полевой позицией.
В 1802 году президентом Томасом Джефферсоном здесь образована Военная академия США с одноимённым названием.
В 1988 году здесь создан монетный двор (имеет метку W), являющийся филиалом монетного двора США.
В городе родились:
- актёр Тони Хейл,
- художник Джулиан Уир,
- контр-адмирал Альфред Мэхэн.

В компьютерной игре《Project zomboid》существует город с таким же названием(Вест Пойнт), действия игры происходят в Кентукки